# Tokyo Big Sight
Tokyo Big Sight (東京ビッグサイト Tōkyō Biggu Saito?) es el sobrenombre popular del Centro de Exposición Internacional de Tokio (東京国際展示場 Tōkyō Kokusai Tenjijō?), un centro de convenciones japonés abierto en abril de 1996. Localizado en Ariake, en la Bahía de Tokio, el centro es uno de los centros de convención más grandes en la ciudad, y una de las representaciones más icónicas es la Torre de Conferencias. Dos veces al año se celebra el Comiket, una convención de venta de dōjinshi. El centro era una sede planificada para los Juegos Olímpicos de Verano de 2020 que albergarían eventos de lucha libre, esgrima y taekwondo, pero la reducción de fondos públicos obligó al comité organizador a elegir una ubicación alternativa para estos eventos; en cambio, sirvió como el principal centro de prensa y transmisión de los Juegos.

## Ubicación y partes
Ubicado en la costa de la bahía de Tokio, a unos 30 minutos en tren desde la estación de Tokio, Big Sight es el lugar de celebración de convenciones internacionales más grande de Japón. Su característica más distintiva es la arquitectura única de su torre de conferencias de ocho pisos y 58 metros de altura. El sitio utiliza una estructura de acero con una construcción de hormigón armado, con una superficie total de 230 873 metros cuadrados (2 485 100 pies cuadrados) que supera a la mitad la superficie de Makuhari Messe, y de los cuales el 35 % es interior. El centro de convenciones está dividido en tres áreas principales, cada una con sus propios restaurantes y otras instalaciones de apoyo: la Sala de Exposiciones Este, la Sala de Exposiciones Oeste y la Torre de Conferencias.

### Conference Tower

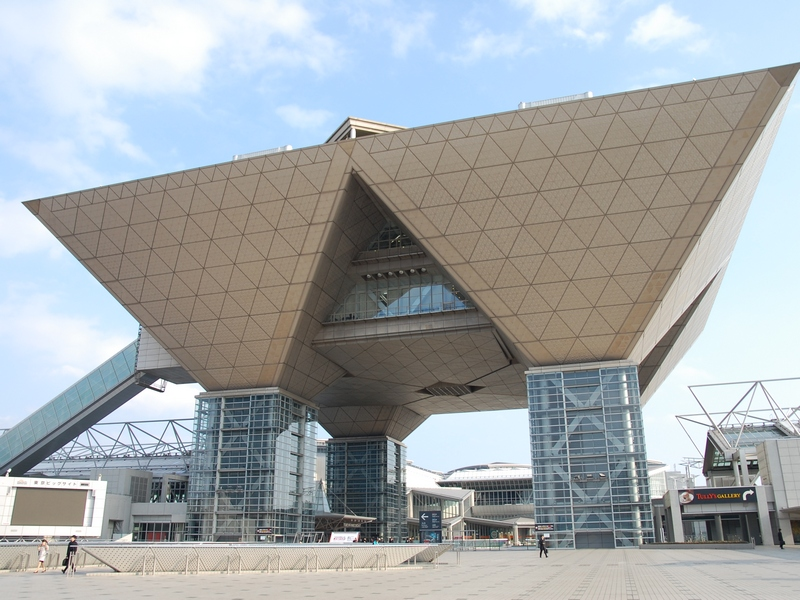
Bigsite Tokyo2012

El elemento arquitectónico más asociado con el nombre de Tokyo Big Sight, la Torre de conferencias con paneles de vidrio y titanio, aparece como un conjunto de cuatro pirámides invertidas montadas sobre grandes soportes. El primer piso comprende una sala de recepción de 1.100 asientos y cuatro salas de conferencias de diferentes tamaños. El segundo piso comprende la Plaza de entrada, que es el área de acceso principal, la Plaza de eventos con techo de vidrio, el Vestíbulo de entrada que conduce a las salas de exposiciones propiamente dichas y la Plaza de exposiciones. No hay pisos del tres al cinco debido a la estatura sobre el suelo de la estructura.
Se puede acceder directamente a los pisos seis y siete a través de una escalera mecánica desde el vestíbulo de entrada del segundo piso y comprenden las principales instalaciones para convenciones de la Torre. El sexto piso alberga diez salas de conferencias de tamaño pequeño a mediano, algunas de las cuales pueden fusionarse en espacios más grandes quitando las particiones intermedias. El piso siete alberga la sala de conferencias internacional de 1000 asientos, así como tres salas de conferencias de tamaño mucho más pequeño. El piso ocho alberga cinco salas de conferencias.
Dispersas por las inmediaciones de la Torre hay piezas de arte público, la mayoría de las cuales son obras de artistas internacionales como Claes Oldenburg y su esposa Coosje Van Bruggen, Michael Craig-Martin y Lee U-Fan. Estos incluyen una escultura gigante de una sierra, un gran estanque estilizado y tres lechos de mármol.

### East Exhibition Hall
El diseño principal de East Exhibition Hall consta de una galería central de dos niveles de 600 metros (2000 pies) de largo, flanqueada a ambos lados por tres salas de exposiciones en su mayoría idénticas, y tiene estacionamiento subterráneo disponible. La altura total de la estructura es de tres pisos, y la galería alcanza los dos pisos. La galería con techo de vidrio está equipada con pasillos móviles para facilitar el movimiento, puntos de venta de alimentos, escaleras mecánicas, letreros electrónicos y una serie de otras instalaciones relevantes.
Cada sala tiene un techo móvil que permite a los expositores controlar la cantidad de luz solar que entra, pozos de servicio de control y electrónicos empotrados a intervalos regulares (6 metros (20 pies)), una oficina de exhibición, cuatro salas de reuniones y un vestidor. Es posible fusionar una sala con salas adyacentes en el mismo lado, lo que permite un espacio de piso continuo máximo tres veces la capacidad de una sola sala, o un total de 26 010 metros cuadrados (280 000 pies cuadrados) 26 010 m².

## Construcción

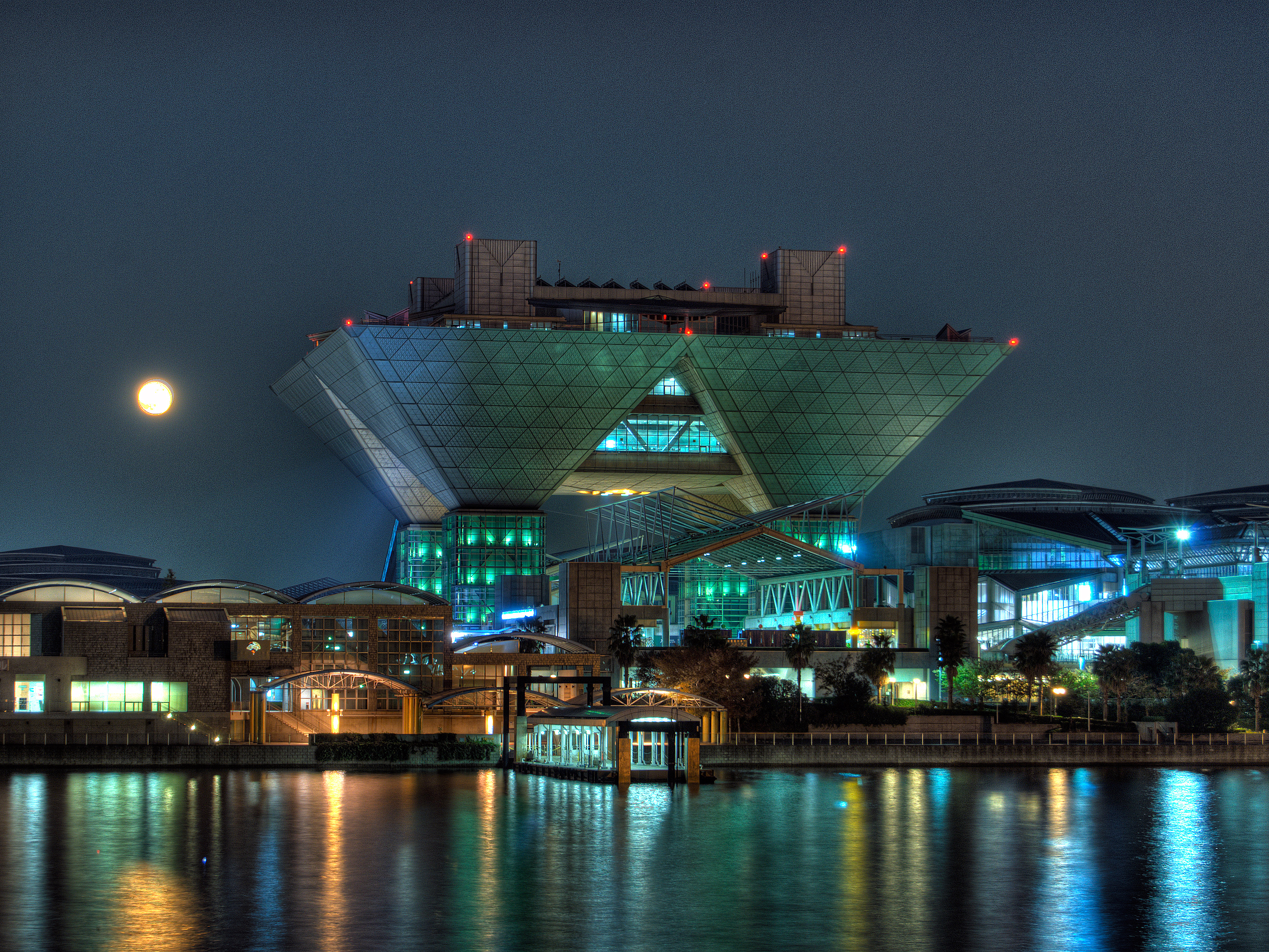
Tokyo Big Sight en la noche

Contraída por la Oficina de Finanzas del Gobierno Metropolitano de Tokio, la construcción del sitio estuvo a cargo de ocho contratistas en total, entre ellos compañías como las Corporaciones Hazama y Shimizu. La construcción empezó en octubre de 1992 y terminó en octubre de 1995. Costó en total 40.392 millones de Yen. El 45% de esa suma fue al que estaba a cargo de la Torre, la Corporación Hazama. El entonces gobernador de Tokio, Shunichi Suzuki, estuvo presente en la ceremonia de elevación de 1994 el 30 de junio, que inició la elevación de la estructura principal de la Torre de 6500 toneladas cortas (5900 t) sobre el suelo, un proceso que tardó tres días en completarse utilizando un sistema guiado por computadora que colocó con precisión la estructura en su lugar. Posteriormente se instaló una escalera mecánica aérea de 250 toneladas para unir formalmente la estructura elevada con las plantas bajas.